# Старободьинское (сельское поселение)
Старободьинское — упразднённое муниципальное образование со статусом сельского поселения в Кизнерском районе Удмуртии Российской Федерации.
Административный центр — деревня Старая Бодья.
25 июня 2021 года упразднено в связи с преобразованием муниципального района в муниципальный округ.

## История
Статус и границы сельского поселения установлены Законом Удмуртской Республики от 15 ноября 2004 года № 62-РЗ «Об установлении границ муниципальных образований и наделении соответствующим статусом муниципальных образований на территории Кизнерского района Удмуртской Республики».

## Население
| 2010 | 2012  | 2013 | 2014 | 2015 | 2016 | 2017 |
| ---- | ----- | ---- | ---- | ---- | ---- | ---- |
| 1027 | ↘1006 | ↘966 | ↘927 | ↘915 | ↘894 | ↘856 |
| 2018 | 2019  | 2020 |      |      |      |      |
| ↘827 | ↘787  | ↘745 |      |      |      |      |

## Состав сельского поселения
| № | Населённый пункт | Тип населённого пункта          | Население |
| - | ---------------- | ------------------------------- | --------- |
| 1 | Вичурка          | деревня                         | ↘298      |
| 2 | Гозношур         | деревня                         | →0        |
| 3 | Гучин-Бодья      | деревня                         | ↘56       |
| 4 | Кибья            | село                            | ↘199      |
| 5 | Носов            | починок                         | ↘13       |
| 6 | Старая Бодья     | деревня, административный центр | ↘349      |